# أولاد امحمد (إقليم سطات)
أولاد امحمد هي قرية في إقليم سطات ضمن جهة الشاوية ورديغة بالغرب المغربي. كان مجموع عدد سكان الجماعة القروية أولاد امحمد 10.844 نسمة.(تعداد السكان الرسمي 2004)